# David Ghiladi
David Ghiladi (în ebraică:דוד גלעדי, născut David Klein, 16 septembrie 1908 Cehu Silvaniei - 18 mai 2009 Tel Aviv) a fost un ziarist, scriitor, redactor literar și traducător israelian, evreu originar din Transilvania.

## Biografie
David Ghiladi s-a născut în 1908 sub numele David Klein la Cehu Silvaniei sau Szilágycseh, în Transilvania, pe atunci parte a Austro-Ungariei ca fiu al rabinului Salomon (Shlomo) Zalman Klein, care a păstorit comunitatea evreiască ortodoxă din orășel vreme de cincizeci de ani. Acesta, la rândul său, era nepotul unui vestit rabin și învățat, Rabbi Shmuel (Shmelke) Klein din Hust și Seliș, autor al cărții „Tzror Hahaim”.
Ghiladi a avut 17 frați și surori. Mulți din familia sa au pierit uciși în Holocaust.
David Ghiladi, după Marea Unire, în1919  a devenit cetățean român, s-a afirmat din tinerețe în domeniul jurnalisticii și publicisticii, colaborând la ziarele evreiești în limba maghiară „Uj Kelet” și „Amenu”. Apoi a scris în cotidianul maghiar „Mai Világ”, unde a început să folosească pseudonimul Ghiladi (după regiunea Ghilad din Palestina antică (Țara lui Israel). „Haghiladi” era și unul din numele sub care era cunoscut profetul Ilie.
La 26 ani, în 1934 David Ghiladi a emigrat în Palestina, aflată pe atunci sub regim mandatar britanic, în cadrul a ceea ce este cunoscut ca „Al cincelea val de emigrație” (Aliaua a 5-a) și s-a stabilit la început la Kfar Sava unde s-a ocupat cu agricultura. Ulterior s-a mutat la Tel Aviv, unde a devenit primul reporter al cotidianului ebraic național-religios de curând înființat, „Hatzofè”. Mai târziu a devenit redactorul schimbului de noapte al ziarului. S-a alăturat în continuare cotidianului laic „Yediot Aharonot”, iar în 1948 s-a numărat printre ziariștii în frunte cu dr. Azriel Karlibach care au părăsit redacția acestui ziar pentru a întemeia cotidianul rival „Maariv”. A condus colectivul redacțional din Ierusalim al ziarului, iar mai pe urmă a fost trimisul la Paris al acestuia. În anul 1975 a ieșit la pensie.
David Ghiladi a fost activist în Mișcarea național religioasă Mizrahi. A fost numit de către ministrul Haim Moshe Shapira, responsabil pentru problemele emigrației evreiești în cadrul Ambasadei Israelului din București.  
David Ghiladi cunoștea din copilărie limbile ebraică, idiș, maghiară, germană, română și cehă. 
El a tradus în ebraică poezii de Rainer Maria Rilke, (Cartea imaginilor), de Charles Baudelaire, poezii din romantismul francez, precum și din literatura maghiară. A scris cărți dedicate picturii, istoriei evreilor din Transilvania, precum și versuri.
David Ghiladi a fost căsătorit cu Helen Lea, până la moartea acesteia în anul 1974. Fiica lor este scriitoarea israeliană de limba ebraică Shulamit Lapid, care a scris, între alte numeroase cărți, și o scriere biografică despre viața tatălui ei și despre copilăria ei la Tel Aviv -  „Veulay lo hayú” (Keter 2011).
Nepotul său,Yair Lapid este un politician, publicist și om de televiziune, deputat în Knesset și ministru de finanțe al Israelului în anii 2012-2014.

## Deces
David Ghiladi a murit la Tel Aviv în anul 2009, la vârsta de 100 ani și a fost înhumat la cimitirul Kiryat Shaul din acest oraș.

## Cărți
- Mordehay Levanon:oman vitzirató  (Mordehay Levanon, artistul și opera sa) 1970
- Abel Pen - oman vitzirató - Abel Pen, artistul și creația sa 1979
- Marc Chagall Sipur haiym ufirkey tziur -  Marc Chagall - Povestea vieții și pagini de arta 1986
- Mesilot baomanut - 82 tzayarim isr'elim - Parcursuri în artă - 82 pictori israelieni  1986
- Haruzey Kaitz - Versuri văratice
- Yahid verabim - Singular și plural, versuri
- Hahereg haaharon - Ultimul măcel  despre măcelul de la Sărmaș din 16-17 septembrie 1944
- Leket, shikha, peá  2000
- Nigunim asheknazim veshirey epilog - Nigunuri așkenaze și cântece de epilog 2001.

David Ghiladi a efectuat redactarea literară a mai multor cărți - cartea tatălui său, rabinul Shlomo Zalman Klein, despre Shmuel Shmelke Klein - Sipur toldotav shel rav gaon(Povestea unui rabin gaon), Yaakov Eiszner- album (1974), Yehudey Sălaj-Szilágy toldoteyhèm, kehiloteyhèm, mishpekhoteyhèm - binyan uprihá, hurban ukmilá (Evreii din Sălaj, istoria, comunitățile și familiile lor - ctitorirea și înflorirea, distrugerea și ofilirea 1989), Sefer hamehandessim vehaaliyá hashlishit meHungaria 1920-1930 (Cartea inginerilor și a emigrației - aliya - a treia de evrei din Ungaria 1994)  
Yoel Grebel, tzayar (Yoel Grebel,pictor 1994), Mola Ben Haim tzayar vitzirato (Mola Ben Haim, pictorul și creația sa, 1997).

## Traduceri
- Kázbek , o mărturie a vremurilor noastre - de Áron Hatszegi, din maghiară, roman-reportaj despre vaporul de emigranți ilegali evrei Kazbek
- Leket  mahashirá haromantit hatzarfatit - Antologie de poezie romantică franceză 1984.
- Mishirey Baidelaire - Din versurile lui Baudelaire  - din franceză, 1989
- Shirim misefer hatmunot - Versuri din „Cartea imaginilor” de Rilke, din germană,
- Targumim mehashirá hahungarit - Traduceri din poezia maghiară

1. 1 2  Geni.com